# Musica ricercata
Musica ricercata ist ein musikalisches Werk, bestehend aus elf Stücken für Klavier, komponiert von György Ligeti von 1951 bis 1953. Kurz zuvor hatte der Komponist angefangen, an der Franz-Liszt-Musikakademie in Budapest Musik zu lehren.
Unmittelbar nach der Fertigstellung der Suite wählte Ligeti sechs der elf Sätze aus, um sie für Holzbläserquintett neu zu setzen: Six Bagatelles for Wind Quintet (1953). Er reagierte damit auf eine Anfrage des Budapester Jeney-Quintetts. Es handelte sich um die Nummern III, V, VII, VIII, IX und X. Eine öffentliche Aufführung kam jedoch zunächst wegen der repressiven Kulturpolitik im Ostblock nicht infrage. Erst im September 1956 präsentierte das Jeney-Quintett die ersten fünf Bagatellen in einem Konzert an der Liszt-Musikakademie, das sechste hielten sie immer noch für zu riskant. Die erste vollständige Aufführung der Six Bagatelles fand erst am 6. Oktober 1969 in Södertälje (Schweden) statt, am 18. November folgte die Uraufführung der gesamten Musica ricercata für Piano solo in Sundsvall.
In der Musik lässt sich Ligetis Suche nach seinem ganz eigenen Kompositionsstil (quasi ex nihilo) erkennen.

## Struktur der Tonhöhenklassen
Besonders ist die Tonstruktur der Musica ricercata, alle Sätze sind auf bestimmte Tonhöhenklassen beschränkt. Jeder Satz beinhaltet immer eine Tonhöhenklasse mehr als die Nummer des jeweiligen Satzes vermuten lassen würde. Ligeti beginnt also mit zwei Tonhöhenklassen im Satz 1.
| Satz | Tonhöhenklassen                              |
| ---- | -------------------------------------------- |
| I    | A, D                                         |
| II   | Eis, Fis, G                                  |
| III  | C, E, Es, G                                  |
| IV   | A, B, Fis, G, Gis                            |
| V    | As, H, Cis, D, F, G                          |
| VI   | A, H, Cis, D, E, Fis, G                      |
| VII  | As, A, B, C, D, Es, F, G                     |
| VIII | A, H, C, Cis, D, E, Fis, G, Gis              |
| IX   | A, Ais, H, C, Cis, D, Dis, F, Fis, Gis       |
| X    | A, Ais, H, Cis, D, Dis, E, F, Ges, G, Gis    |
| XI   | A, Ais, H, C, Cis, D, Dis, E, F, Fis, G, Gis |

## Sätze
Es folgen kurze Beschreibungen (und teilweise Analysen) der Sätze aus Musica ricercata.

### I. Sostenuto – Misurato – Prestissimo
In diesem Satz wird nahezu ausschließlich der Ton A verwendet. Erst als letzte Note kommt ein D hinzu.

### II. Mesto, rigido e cerimoniale
Material und Stimmung dieses Satzes unterscheiden sich deutlich vom vorangegangenen. Hauptsächlich wird zwischen Eis und Fis gewechselt, was einem Halbton entspricht. Etwa in der Mitte des Stücks tritt prägnant der Ton G hinzu und bleibt in Form eines Tremolos bis zum Ende des Stücks präsent, während das Hauptthema aus Eis und Fis wiederkehrt.
Auszüge dieses Satzes sind im Soundtrack von Stanley Kubricks Eyes Wide Shut enthalten.

### III. Allegro con spirito
Dieser muntere Satz zeigt wieder eine andere Farbe von Ligetis Kompositionsstil. Das Hauptthema entwickelt sich entlang einer Gegenüberstellung von C-Dur (C-E-G) und C-Moll (C-Es-G), was an Blues-Tonalität erinnert. Dynamik und Oktavlage der Töne wechseln ebenfalls häufig, manchmal recht abrupt, was die unruhige, aufgeregte Wirkung des Satzes unterstützt. Auch der Schluss bringt keine Entspannung, klingen doch Es und E immer wieder zeitgleich zum tiefen C und lassen so keine eindeutige Bestimmung des Tongeschlechts zu.
Dieser Satz ist eine Überarbeitung des ersten Satzes aus Ligetis Sonatina für vierhändiges Klavier.

### IV. Tempo di valse (poco vivace – „à l'orgue de Barbarie“)
Tempo di valse lässt sich als ungewöhnlicher Walzer beschreiben. Der walzertypische 3/4-Takt wird gelegentlich von 2/4-Takten unterbrochen. Auffällig ist außerdem die gleichzeitige Verwendung eines b- und eines Kreuzvorzeichens am Zeilenbeginn.
Die Komposition bietet einen großen Interpretationsspielraum, wie Ligeti selbst in der Partitur schreibt: „The metronome value refers to the maximum tempo. The piece may be interpreted freely–as well as being slower—with rubati, ritenuti, accelerandi, just as the organ grinder would play his barrel organ.“ Abrupte Pausen, dynamische Wechsel sowie ritardandi und accelerandi sollen also zur Parodie einer Drehorgel beitragen, wie Ligeti es schon der Tempobezeichnung beifügt („à l'orgue de Barbarie“).
Der formale Aufbau lässt sich nach dem Schema AABA gliedern. Der A-Teil ist von Achtelläufen geprägt. Der B-Teil ist insgesamt lauter mit größerem dynamischen und tonalen Umfang und zuvor (im A-Teil) ungehörten Akkorden. In der linken Hand ist fast durchgängig eine typische Walzerbegleitung zu erkennen.
Wie in vorangegangenen Sätzen auch wird etwa in der Mitte des Stücks ein neuer Ton eingeführt: Das Gis in drei Oktaven und im Fortissimo ist besonders auffällig, verschwindet aber bereits nach wenigen Takten wieder, abgelöst durch das Hauptthema.
Inspiriert ist der Walzer von Chopins Minutenwalzer (op. 64 Nr. 1) und von No 2 (Valse) aus den „Three Easy Pieces“ von Strawinsky. Ähnlichkeiten zu Chopins Walzer lassen sich in den sich wiederholenden Formteilen sowie auch den Achtelläufen feststellen, die beide den Ton g‘ mehr oder weniger umkreisen. Außerdem lassen sich oftmals in beiden Stücken Pausen in der Begleitung oder Melodie erkennen, wobei auch eine erweiterte Harmonik in der walzertypischen Begleitung auffällt.
Strawinskys Walzer ist anhand der walzertypischen Begleitung vergleichbar. In dieser wechseln sich zwei Akkorde zweitaktig ab, während in Chopins Minutenwalzer zwei Akkorde taktweise gewechselt werden. Außerdem spielen beide Stücke mit der Assoziation einer Drehorgel, die nicht so recht gefallen will, wie Thomas Bächli feststellt: „Strawinskys Walzer ist eine liebevolle Parodie, virtuos komponiert mit schönen falschen Tönen, als hörte man einen Straßenmusiker, dem schon die einfachsten Harmoniewechsel Mühe bereiten. Man hat den Eindruck, Strawinsky stehe neben der Musik und amüsiere sich über sein eigenes Werk.“

### V. Rubato. Lamentoso
Im Gegensatz zu den beiden vorangegangenen, etwas fröhlicheren Sätzen erinnert die Ernsthaftigkeit des fünften Satzes an den zweiten. Charakteristisch für das Hauptthema ist wieder ein Halbtonschritt. Durch die (verglichen mit dem zweiten Satz) höhere Anzahl verschiedener Tonhöhenklassen ergibt sich außerdem die Möglichkeit verschiedener Themen und Intervallkombinationen. Besonders hervorzuheben ist hier der Tritonus, der als Teil des Seitenthemas in der linken Hand auftaucht und sowohl hier in der Begleitung die Harmonien bestimmt als auch zu hören ist, wenn in T. 22 das Hauptthema wiederkehrt. Im Folgenden werden Fragmente beider Themen immer wieder durch die Tonhöhenklassen G und As unterbrochen, die an Glockenläuten erinnern. Dieses "Glockenläuten" verdrängt die Themen zum Schluss des Satzes völlig und gipfelt im dreifachen forte auf dem G der Contra-Oktave.

### VI. Allegro molto capriccioso
Mit einem erneuten abrupten Stimmungswechsel beginnt der sechste Satz, für den schnelle und unvorhersehbare Wechsel von Dynamik, Klangfarbe, Artikulation und musikalischem Material charakteristisch sind. Sowohl linke als auch rechte Hand etablieren absteigend und aufsteigend eine A-Dur Tonalität bevor der Satz unerwartet auf E endet und so keine wirkliche Auflösung erzielt wird.

### VII. Cantabile, molto legato
Der siebte Satz beginnt mit einem Ostinato in der linken Hand, welches aus sieben Noten besteht und (laut Komponist) rhythmisch und dynamisch unabhängig von der rechten Hand sein soll. Diese spielt eine volkstümliche Melodie, zunächst allein und dann in einer Art Kanon mit verschiedenen Variationen der ursprünglichen Melodie. So entsteht ein lebendiger Kontrapunkt mit angereicherten Harmonien und scheinbar rhythmischer Freiheit. Dann springen beide Hände eine Oktave nach oben bis zum Schluss des Stücks die rechte Hand das Ostinato von Beginn in noch höherer Lage übernimmt. Nach und nach reduziert Ligeti die Noten des ursprünglich siebentönigen Ostinatos bis nur noch ein Triller aus F und G übrig bleibt, auf dem der Satz ausklingt.
Offenbar basiert dieser Satz auf dem zweiten Satz, "Andante", aus Ligetis Sonatina für Klavier zu vier Händen. Außerdem verwendet er es im zweiten Satz seines Violinkonzerts (1992).

## Einspielungen
Das gesamte Werk wurde von Pierre-Laurent Aimard (1996), Fredrik Ullén (1998), Noelia Rodiles (2014) und Bruno Vlahek (2020) eingespielt. Eine Auswahl (IV, III, X, IX, V, VII) von Kit Armstrong (2014).